# Pseuderia micronesiaca
Pseuderia micronesiaca är en orkidéart som beskrevs av Rudolf Schlechter. Pseuderia micronesiaca ingår i släktet Pseuderia och familjen orkidéer. Inga underarter finns listade i Catalogue of Life.